# Fotogramas de Plata
Fotogramas de Plata («Фотограмас де плата» — «Серебряные фотоснимки» или «Серебряные видеокадры») — испанская кинематографическая премия, присуждаемая ежегодно с 1950 года влиятельным испанским журналом о кино Fotogramas по результатам голосования среди своих читателей. Первая церемония награждения состоялась 5 февраля 1951 года в барселонском кинотеатре Alexandra. Первоначально премия носила название Placas San Juan Bosco. С 1991 года премия Fotogramas de Plata присуждается в следующих категориях:
- Лучший фильм
- Лучший исполнитель мужской роли
- Лучшая исполнительница женской роли
- Лучший иностранный фильм
- Лучший телевизионный актёр
- Лучшая телевизионная актриса
- Специальный приз.

Шестикратными лауреатами премии Fotogramas de Plata являются испанские актёры Хавьер Бардем и Франсиско Рабаль. Семь раз награды журнала Fotogramas удостоилась испанская актриса Конча Веласко. По шесть «серебряных фотоснимков» имеют испанские актрисы Кармен Маура и Ана Белен.